# Малоголовая молот-рыба

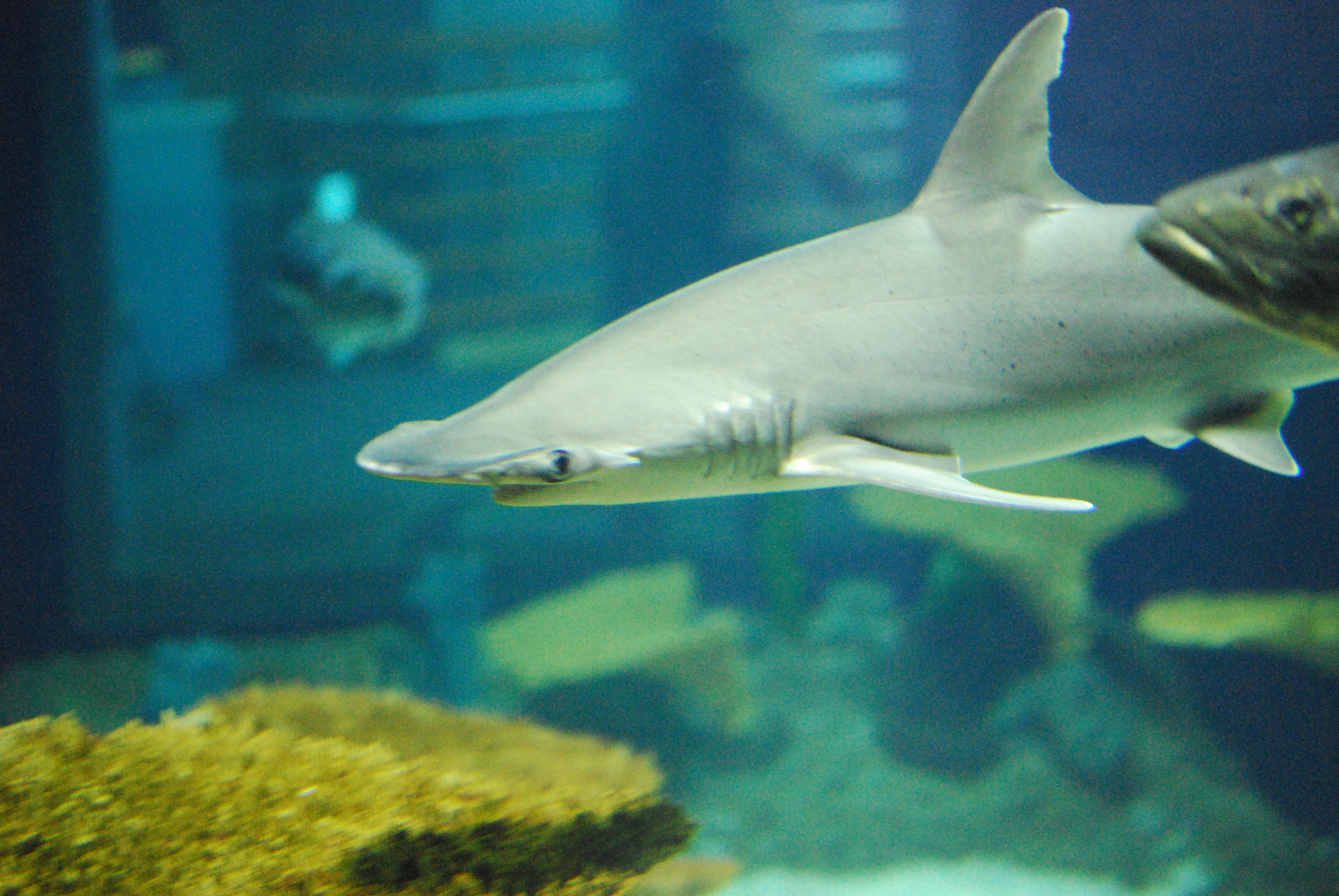

Малоголовая молот-рыба, или малая молот-рыба, или акула-лопата (лат. Sphyrna tiburo) — один из видов рода акул-молотов (лат. Sphyrna), семейства молотоголовых акул (Sphyrnidae).
Филогенетический анализ на основании исследования митохондриальной ДНК в 1993 году показал, что, в отличие от традиционной интерпретации, молотоголовые акулы с небольшими головами, в том числе малоголовая молот-рыба, представляют собой промежуточную форму между серыми акулами и рыбами-молотами с большой головой.

## Описание
У малоголовой молот-рыбы широкая голова в форме лопаты. Из всех членов рода акул-молотов у неё самый маленький «молот». Окраска серо-коричневая, брюхо светлее. Это одна из самых маленьких молотоголовых акул, её размер в среднем составляет 0,8 м, максимальная длина 1,5 м, масса тела 10,8 кг. У малоголовой молот-рыбы в передней части рта расположены мелкие зубы, которые служат для захвата мягкой добычи, а в глубине челюстей зубы плоские и широкие, которыми она измельчает твёрдый панцирь жертвы.

## Ареал
Этот вид обитает в западной части Атлантического океана у берегов американского континента между 45° с. ш. и 36° ю. ш., где температура воды выше 21 °C. Малоголовая молот-рыба встречается у побережья южной части Бразилии, Северной Каролины, в Мексиканском заливе и Карибском бассейне. В восточной части Тихого океана она обитает от южной Калифорнии до Эквадора
Этот вид встречается в большом количестве в мелководных лиманах и заливах. У берегов Флориды в течение летних месяцев эти акулы заходят в устья рек, а в зимний период уплывают в более глубокие воды. Зимой малоголовые молот-рыбы держатся ближе к экватору, где вода теплее.

## Биология
Малоголовая молот-рыба является активным хищником, который держится небольшими стаями от 5 до 15 особей. Есть неподтверждённые сообщения о стаях из нескольких сотен и даже тысяч акул. Молот-рыбы находятся в постоянном движении, следуя изменениям температуры воды. Перестав двигаться малоголовая акула тонет, поскольку она имеет наиболее отрицательную плавучесть среди морских позвоночных. Подобно прочим акулам для обнаружения жертвы они используют электрорецепцию. Зрение развито слабо.

### Рацион
Малоголовая молот-рыба питается в основном ракообразными, в том числе голубыми крабами, а также креветками, моллюсками и мелкой рыбой. Их пищевое поведение заключается в том, что они рыщут по дну, двигая головой подобно металлоискателю, и ищут малейшие электромагнитные импульсы, испускаемые крабами и других животными, скрывающимися в грунте. Обнаружив жертву, они резко разворачиваются и кусают дно в том месте, откуда исходил импульс. Если краб пойман, они дробят зубами его панцирь, а затем заглатывают мясо целиком.
В содержимом желудка были найдены водоросли, причем их масса составляла до 62.1% от общей массы содержимого. Ранее ученые считали, что водоросли попадают в желудок случайно при поиске и поедании крабов и других животных. Однако в 2018 году исследование с применением радиоизотопных маркеров показало, что 48-52% растительной массы усваивается пищеварительной системой акулы

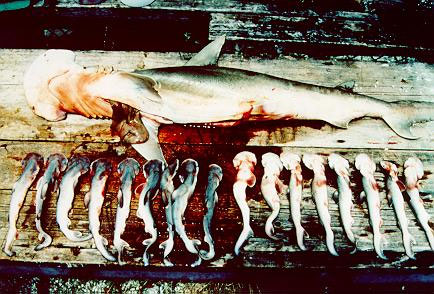
Самка малоголовой молот-рыбы с эмбрионами.

### Размножение и жизненный цикл
Подобно прочим представителям рода акул-молотов, малоголовые молот-рыбы являются живородящими; развивающиеся эмбрионы получают питание посредством плацентарной связи с матерью, образованной опустевшим желточным мешком. Они достигают половой зрелости при длине тела 80—90 см. В помёте 6—9 новорождённых. Роды происходят в конце лета и начале осени. Период беременности очень короткий, всего 4—5 месяцев. Размер новорожденных около 35—40 см. Максимальная продолжительность жизни 12 лет.

## Взаимодействие с человеком
Это робкие и безвредные акулы. Они подходят для содержания в аквариумах. Малоголовая молот-рыба является объектом промышленного и любительского рыболовства у побережья США. Мясо используют в пищу и для производства рыбной муки. Численность этих акул велика, они быстро созревают и имеют короткий репродуктивный цикл, поэтому способны выдерживать высокое давление со стороны рыболовства. Международный союз охраны природы присвоил этому виду статус сохранности "Вызывающий наименьшие опасения.